# Rogers Cup 2016
Der Rogers Cup 2016 war ein Tennisturnier der WTA Tour 2016 für Damen in Montreal sowie ein Tennisturnier der ATP World Tour 2016 für Herren in Toronto, das vom 25. bis 31. August 2016 stattfand.

## Herren
→ Hauptartikel: Rogers Cup 2016/Herren
→ Qualifikation: Rogers Cup 2016/Herren/Qualifikation

## Damen
→ Hauptartikel: Rogers Cup 2016/Damen
→ Qualifikation: Rogers Cup 2016/Damen/Qualifikation